# Champ morphogénétique
Le champ morphogénétique (ou « champ morphique », « résonance morphique » ou « champ de forme ») est une expression qui définit un champ hypothétique qui contiendrait de l'énergie ou de l'information sans être constitué de matière (atome, électrons, etc.). Ces champs seraient déterminants dans le comportement des êtres vivants notamment  en ce qu'ils hériteraient d’habitudes de l’espèce par « résonance morphique » et que leurs actions influenceraient lesdits « champs de forme ». 
Il s'agit d'un concept qui n'est pas scientifiquement validé, donc qui se limite à une croyance.
Les promoteurs de cette croyance, à l'instar de Rupert Sheldrake,  établissent une analogie entre cette notion et celle de champ de force, telle qu'elle est définie en physique. Cependant, les champs de forme n'ont aucun support vérifiable ni réfutable, ils échappent donc par définition à toute possibilité d'expérimentation scientifique. 
L'idée a été adoptée par diverses pensées pseudo-scientifiques. Les champs de forme ont été popularisés par la spiritualité New Age.

## Développement historique
Le concept de champ morphogénétique était lié au début du XXe siècle à l'embryologie. Un soutien expérimental a été fourni dès 1907 par les expérimentations de Ross Granville Harrison qui transplantait des fragments d'embryon de tritons à différents endroits. Harrison put identifier des « champs » de cellules qui produisaient les organes comme les membres, les queues ou les branchies et démontrer que ces « champs » pouvaient être fragmentés ou se voir ajouter des cellules indifférenciées pour donner dans tous les cas une structure normale. Il fut ainsi considéré que c'étaient des « champs » de cellules, plutôt que des cellules individuelles, qui possédaient une structure qui déterminait le développement d'organes particuliers. 
Le concept de champ morphogénétique a d'abord été introduit en 1922 par Alexandre Gourvitch. Pendant l'embryogenèse, un facteur extérieur à l'embryon semble déterminer son développement : le champ embryogénique. Le concept de champ fut encore développé par l'ami de Harrison, Hans Spemann, et puis par son disciple à Yale Paul Weiss en 1939 et d'autres. Dans les années 1930, les travaux des généticiens, notamment Thomas Hunt Morgan, ont démontré l'importance des chromosomes et des gènes dans le développement.

### Rupert Sheldrake
Le concept a été recyclé en 1981 par Rupert Sheldrake dans A New Science of Life: The Hypothesis of Morphic Resonance. Il déplace le concept de champ morphogénétiques à un domaine invisible et transcendant (donc non réfutable), concept qui résonne avec des notions comme l'inconscient collectif de Carl Gustav Jung ou la notion d'égrégore de l'ésotérisme occidental. Rupert Sheldrake distingue les concepts de champ morphique, de résonance morphique ou encore de champ morphogénétique.
"Le terme champ morphique comprend des champs morphogénétiques, comportementaux, sociaux, culturels et mentaux. Les champs morphiques sont formés et stabilisés par résonance morphique de semblables unités morphiques précédentes, qui sont sous l'influence des champs du même type. Ils contiennent par conséquent une sorte de mémoire cumulative et ont tendance à devenir de plus en plus communs." 
Le champ morphogénétique correspond au champ qui joue un rôle causal dans la morphogénèse. 
"Ce terme, d' abord proposé dans les années 1920, est aujourd'hui largement utilisé par les biologistes du développement, mais la nature des champs morphogénétiques est restée obscur."
Chez Sheldrake, ces concepts s'intègrent dans l'hypothèse plus générale de la "causalité formative".
"L'hypothèse est que les organismes ou les unités morphiques, à tous les niveaux de complexité, sont organisés par des champs morphiques, qui eux-mêmes sont influencés et stabilisés par résonance morphique de toutes les unités antérieures similaires morphiques."

## Dans la culture
- C'est l'un des thèmes principaux du jeu vidéo 999: Nine Hours, Nine Persons, Nine Doors, dans lequel le concept est utilisé d'une manière assez spécifique.
- Ce thème est également évoqué dans la saison 4 de la série télévision Torchwood : Le Jour du Miracle .